# BC Sparta Praha
BC Sparta Praha byl český basketbalový klub, který sídlil v pražském Bubenči. Oddíl basketbalu vznikl v roce 1939. K úspěchům klubu patří dva mistrovské tituly z let 1940 a 1960. Družstvo mužů Sparty je v historické tabulce 1. československé ligy na druhém místě za Zbrojovkou Brno, před třetím USK Praha. Po roce 1990 TJ Sparta ČKD Praha se rozdělila na samostatné sportovní kluby a bylo vytvořeno jejich sdružení Asociace Sparta Praha. V roce 1991 vznikl samostatný BC Sparta Praha a v roce 1992 došlo k rozdělení na Basket Club Sparta Praha (BC Sparta Praha – mužský basketbal) a Basket Ladies Club Sparta Praha (BLC Sparta Praha – ženský basketbal).
V roce 2006 došlo k vyloučení pražské Sparty z mužské nejvyšší basketbalové soutěže, a to kvůli dluhům vůči subjektům České basketbalové federace a především vůči svému týmu. Vedení ALK (Asociace ligových klubů) poté navíc neschválilo ani převod licence z BC Sparty na občanské sdružení BK Sparta Praha, která by Spartu katapultovala alespoň do Pražského přeboru. Rozhodnutí asociace ovšem znamenalo konec nadějí na přežití více než 67 ročního klubu. Od sezóny 2006/07 se tak musela nejvyšší liga obejít bez Sparty v tabulce účastníků. Ve zmiňované sezóně již neúčinkoval žádný oddíl mužské a mládežnické BC Sparty.
Samozvaným nástupcem činnosti basketbalové Sparty se stal klub BA Sparta Praha, založený v roce 2001 pod názvem První Basketbalová Akademie ČR. Ten se názvem odkazuje na historii staré Sparty jak v mužském, tak i ženském basketbalu, aniž by s těmito kluby měl něco společného. Ovšem i tak je členem Asociace sportovních klubů AC Sparta Praha. Dalším klubem se Spartou v názvu je Basketball School Sparta, který byl založen v roce 2007 a zaměřuje se čistě na mládežnický basketbal.

## Historické názvy
- 1939 – AC Sparta (Athletic Club Sparta)
- 1948 – AC Sparta Bubeneč (Athletic Club Sparta Bubeneč)
- 1949 – Sokol Bratrství Sparta
- 1951 – Sparta ČKD Praha (Sparta Českomoravská Kolben Daněk Praha)
- 1953 – TJ Spartak Praha Sokolovo (Tělovýchovná jednota Spartak Praha Sokolovo)
- 1965 – TJ Sparta ČKD Praha (Tělovýchovná jednota Sparta Českomoravská Kolben Daněk Praha)
- 1990 – TJ Sparta Praha (Tělovýchovná jednota Sparta Praha)
- 1991 – BC Sparta Praha (Basketball Club Sparta Praha)

## Muži - dva tituly mistra republiky
První své utkání hráli basketbalisté Sparty proti Sokolu Pražskému 23. prosince 1939 a zvítězili 42:35, stejně jako ve druhém utkání 20. ledna 1940 proti YMCA Praha 44:19.
V sezóně 1939/40 basketbalisté Sparty získali první titul mistra republiky v sestavě: Josef Klíma, Ladislav Trpkoš, Josef Bartoníček, Silverius Labohý, Ladislav Prokop, Jiří Čtyřoký, Alois Dvořáček, Ludvík Dvořáček, Faloun, Vítězslav Hloušek, Jenček, Vladimír Doležal, Bártů, Hruda, trenér Václav Jeřábek.
Druhý titul mistra v sezóně 1959/60 získala sestava : Jiří Baumruk, Jindřich Kinský, Dušan Krásný, Vladimír Lodr, Celestín Mrázek, Miloš Pražák, Milan Rojko, Bohumil Tomášek, Slavoj Czesaný, Jiří Pietsch, Josef Rotter, Josef Kliner (*1933), trenér Josef Ezr.
K úspěchům patří 11× titul vicemistra (1948-51,56,59,61,89-91,93), 10× třetí místo v 1. lize (1942,57,62,64,66-69,76,94), v Českém poháru druhé místo v roce 1995 a třetí místo v letech 1996 a 2002.
U ligového družstva mužů působili 20 hlavních trenérů: Václav Jeřábek, Josef Klíma, Jaroslav First, Miloslav Kříž, Lubomír Bednář, Josef Ezr, Vladimír Lodr, Vladimír Heger, Vladimír Šenkýř, Jiří Baumruk, Vladimír Mandel, Lukáš Rob, Lubor Blažek, Jiří Růžička, Jiří Zídek, Pavel Majerík, Michal Ježdík, Michal Velenský, Vladimír Vyoral a Jaromír Geršl

## Nejvýznamnější funkcionáři historie basketbalu Sparty
Mezi významné funkcionáře a trenéry v historii klubu patří Václav Jeřábek, Josef Ezr, Miloslav Kříž, Pavel Majerík, Josef Klíma, Lubomír Bednář, Hana Ezrová, Cyril Mandel, Vladimír Heger, Zdeněk Miškovský, Lubomír Dobrý, Zbyněk Kubín, Vladimír Mandel, Michal Ježdík, Vladimír Vyoral a Jaromír Geršl.
Václav Jeřábek  - byl první předseda oddílu basketbalu Sparty Praha (1939-1952) a do roku 1946 jedním z náčelníků Československého volejbalového a basketbalového svazu, který se významně podílel jak na založení mezinárodní volejbalové federace FIVB, tak samostatného Československého basketbalového svazu v roce 1946.
Josef Ezr  - druhý předseda oddílu basketbalu Sparty Praha (1952–1990, tedy 38 let !), byl hráčem Sparty Praha (1948–1959), reprezentoval Československo a dosáhl významných úspěchů: 1946 Ženeva mistr Evropy, 1947 akademický mistr světa a stříbrná medaile z ME mužů 1947 v Praze, dvakrát startoval na Olympijských hrách (1948 a 1952), reprezentoval Československo ve 40 utkáních. Jeho manželka Hana Ezrová-Kopáčková byla hráčkou Sparty Praha a kapitánkou československého reprezentačního družstva žen.
Miloslav Kříž  - dlouholetý trenér basketbalu žen Sparty Praha a reprezentačního družstva žen Československa, prezident BC Sparta Praha (1990–1992), patří mezi nejvýznamnější sportovní funkcionáře československé sportovní historie v mezinárodním měřítku. V letech 1956 až 2000 působil ve významných funkcích v mezinárodní basketbalové federaci FIBA a její evropské zóně FIBA Europe, z toho v letech 1980 až 1990 byl členem Světového vedení FIBA a předsedou Světové ženské komise FIBA. V roce 1957 vedl komisi FIBA a předložil návrh na organizaci basketbalových klubových pohárů v Evropě. Na devátém zasedání Světového vedení FIBA v roce 2002 byl oceněn jeho významný podíl na činnosti, propagaci a rozvoji basketbalu Řádem FIBA „Za zásluhy o rozvoj světového basketbalu“.
Pavel Majerík , v klubu Sparta Praha od roku 1957 jeho prvním trenérem byl Ing. Vladimír Heger, od roku 1961 (od svých 16 let) byl členem výboru oddílu basketbalu (předseda JUDr. Josef Ezr), v roce 1964 mistrem Československa v basketbale ve starším dorostu, v roce 1965 s družstvem juniorů Sparty vyhrál 2. ligu (trenér Zbyněk Kubín) a protože Sparta Praha již jeden tým v 1.lize basketbalu mužů měla, tak ve svých 19 letech v roce 1965 založil oddíl basketbalu v TJ Tatran Stavební závody Praha, kam junioři Sparty Praha přestoupili (trenér Jiří Baumruk) a kde také hrál ligu basketbalu.
Od roku 1981 v klubu Sparta Praha byl vedoucím družstva 1. ligy mužů, 1990-1992 viceprezident a generální manažer, 1993-2005 prezident BC Sparta Praha. Získal 4 tituly vicemistra republiky v ligové soutěži basketbalu mužů (1989-1991, 1993) a potom 3. místo v roce 1994, kdy byl také trenér družstva. V roce 1991 do basketbalové ligy jako první přivedl hráče z USA (Lee Rowlinson, Tracey Walston). V letech 1989-2002 vedl basketbalový tým Sparta Praha ve 13 ročnících Evropských klubových pohárů FIBA. V letech 1982-2005 (květen, srpen-září) každoročně organizoval přípravu a celkem 440 zápasů v západní a jižní Evropě a v letech 1990-1999 čtyři turné do USA a celkem 52 zápasů proti týmům I. divize amerických univerzit v 15 státech USA (v trojúhelníku New York - Miami - Chicago).
V basketbalové federaci od roku 1962 (od svých 17 let) byl členem mezinárodní komise sekce košíkové ČSTV (předseda JUDr. Miloslav Kříž), v roce 1990 - autor prvních Stanov České a Slovenské basketbalové federace (ČSBF), která se tím stala nástupnickou organizací po bývalém ČSTV, 1992 člen výboru ČSBF, v níž byl v letech 1990-92 předseda sekce klubů 1. ligy mužů. V České basketbalové federaci byl 1993-94 člen výboru ČBF a inicioval založení Asociace ligových oddílů ČBF. V letech 1995-97 podle vzoru americké NBA zorganizoval první 3 utkání All Star Východ-Západ a založil tradici těchto utkání v České republice. Inicioval v roce 2001 návrh na vyhlášení nejlepšího českého basketbalisty minulého století a v roce 2002 vyhlašování nejlepšího hráče každého utkání Národní basketbalové ligy (NBL).
Člen Klubu sportovních novinářů (KSN ČR) a mezinárodní organizace sportovních novinářů AIPS, 9 let vedl českou sekci web stránek Eurobasket.com a byl zpravodaj z Mistrovství Evropy v basketbale mužů ve Francii 1999 a v Turecku 2001.

## Nejvýznamnější hráči a hráčky historie basketbalu Sparty
Úspěchy basketbalu Sparty dokumentují jak výsledky v 1. lize: 22 medailových umístění družstva mužů a 31 družstva žen, tak zařazení celé řady hráčů a hráček do státní reprezentace.
Mezi nejvýznamnější hráče v historii Sparty patří
Milena Vecková-Blahoutová, Hana Kopáčková-Ezrová, Dana Klimešová-Ptáčková, Hana Doušová-Jarošová, Alena Weiserová-Kopecká, Svatava Faifrová-Kysilková, Eva Blažková-Kalužáková, Zora Brziaková, Irma Valová, Eva Antoniková
Josef Ezr, Jiří Baumruk (nejlepší hráč Mistrovství Evropy 1957), Bohumil Tomášek, Zdeněk Douša (účastník tří Olympijských her), Milan Voračka, Vladimír Vyoral, Michal Ježdík, Václav Hrubý, Jiří Zídek (hráč Sparty 1983-91, 1995 vítěz NCAA s UCLA, první český hráč v NBA 1995-98 - Charlotte Hornets, poté hrál za Denver Nuggets, Jiří Welsch (hráč Sparty 1998–2000, druhý český hráč v NBA, draftovaný 2002 Golden State Warriors, poté hrál za Boston Celtics, Daniel Dvořák, Ondřej Starosta, který v roce 2005 byl testován klubem NBA San Antonio Spurs v 2005 Reebok Rocky Mountain Revue a Pavel Miloš (nejlepší sportovec AC Sparta Praha v roce 2003), který v roce 2001 byl kandidátem draftu do NBA a v roce 2005 hrál za NBA klub Detroit Pistons letní ligu 2005 Reebok Vegas Summer League.
Josef Ezr (nar.1923) hráč Sparty 1948–1959, 1946 Ženeva mistr Evropy, 1947 akademický mistr světa a stříbrná medaile z ME mužů v Praze, dvakrát startoval na OH (1948+52), reprezentoval ve 40 utkáních. Jeho manželka Hana byla hráčkou Sparty a kapitánkou reprezentačního družstva žen.
Jiří Baumruk (1930), hráč Sparty 1949–1964, 193 utkání za reprezentaci v letech 1951-61, zúčastnil se šesti ME v letech 1951-61, získal na nich tři stříbrné a jednu bronzová medaili. Startoval dvakrát na OH (1952+60). Ve své době byl jedním z nejlepších hráčů Evropy (nejlepším hráčem Evropy vyhlášen v roce 1957 na ME v Sofii). Významně se podílel na skvělém pátém místě basketbalistů na OH v Římě 1960. Zemřel 23. listopadu 1989 ve věku 59 let při autonehodě.
Bohumil Tomášek (1936) hrál za Spartu 1956–1966, potom tři sezóny za VŠ a v letech 1969-72 Bundesligu za SSV Hagen. Odehrál v reprezentaci za 12 let celkem 205 zápasů. Zúčastnil se pěti ME v letech 1959-67 se ziskem dvou stříbrných medailí. Hrál na OH v Římě (5. místo) a v roce 1967 v Antverpách za družstvo Evropy.
Zdeněk Douša (1947) hrál za Spartu 1966–1987. Zúčastnil se třikrát Olympijských her (1972+76+80), 3× Mistrovství světa (1970 +74+78) a 3× ME se ziskem jedné bronzové medaile (1977). Je pátým nejlepším střelcem v historii 1. ligy. Za reprezentaci odehrál 246 utkání. Jeho manželka Hana (Jarošová) byla rovněž hráčkou Sparty a reprezentace a patřila ve své době k nejlepším pivotmankám Evropy. Mají dva syny David (1977, 209 cm) a Daniel (1981, 219 cm) Oba jsou hráči ligového týmu Sparty.
Vladimír Vyoral (1961) hrál za Spartu v letech 1970–1991 a 1996–2002., v Německu (1991-94) a ve Slavii Praha (1994-96). Hrál dvakrát na ME (1985+91), ze Stuttgartu 1985 má stříbrnou medaili. V letech 1981-91 odehrál za reprezentaci 139 utkání.
Michal Ježdík (1963) ve Spartě 1976–2003. Startoval na ME 1991. V reprezentaci v letech 1985-94 odehrál 146 utkání. V letech 1995-97 a od roku 1999 asistent trenéra reprezentace mužů ČR a trenér reprezentačního družstva do 20 let. Od roku 2000 hlavní trenér reprezentačního družstva mužů České republiky. Je pátým nejlepším střelcem v historické tabulce 1. ligy (za Brabencem, Zídkem a Bobrovským).
Jiří Zídek (hrál za žáky a dorost Sparty, v sezóně 90/91 v jeho 17 letech byl hráčem ligového týmu Sparty). Je první hráč v historii českého basketbalu, který v letech 1995-98 hrál v americké NBA. Účast prvního českého hráče v NBA určitě přispěla k popularizaci basketbalu v České republice. V dalších sezónách hrál za zahraniční kluby v Evropě: Žalgiris Kaunas (s ním vyhrál Euroligu 1998/99), Ulker Istanbul, Real Madrid, ALBA Berlin a Prokom Trefl Sopoty.
Pavel Miloš (1979) za 9 sezón (1996-2005) za Spartu Praha v Mattoni NBL odehrál 229 zápasů (průměr na zápas 30,4 min.), dal 3797 bodů (průměr 16,6). 12.10.2002 (Sparta - BK Ústí n.L. 91:62) posunul rekord ligy na 45 bodů v zápase, 18.12.2004 a 30.12.2004 se zlepšil na 47 a 49 bodů. Je držitelem rekordu ligy v počtu trojek na utkání: dal 13 trojek (z 20 pokusů) v utkání 30.12.2004 (Sparta - BK Ústí n.L. 102:79). V 6 ročnících FIBA Evropských pohárů v letech 1996-2002 dal 350 bodů ve 28 zápasech. Za reprezentační družstvo České republiky v utkáních Mistrovství Evropy v letech 2003-2007 dal 191 bodů ve 23 zápasech.
Jiří Welsch (1980, hráč Sparty 1998–2000, tedy před odchodem na zahraniční angažmá), v té době nejlepší český basketbalista byl v roce 2002 draftován v 1. kole v jako 16. do NBA (tím překonal i umístění Jiřího Zídka na draftu) a je druhým českým basketbalistou, který hrál NBA, kde obdržel tříletou smlouvu na 4 miliony US dolarů. Byl hráčem klubů NBA Golden State Warriors a zejména Boston Celtics (2003 - 2005).
Z dalších významných hráčů Sparty: Milan Voračka (1944) 94 reprezentačních startů, Jiří Marek (1940) 76, Dušan Žáček 69, Milan Korec 43, Josef Klíma (1950) 40, Jan Mrázek 38, Celestín Mrázek 33, Miloš Pražák (1940) 33 (dlouholetý generální sekretář České basketbalové federace), Jindřich Kinský 23, Libor Vyoral 22, Petr Kapoun 21 utkání za reprezentaci a ze zahraničních hráčů Lee Rowlinson (1966) a Tracey Walston (1968).

## Účast v Evropských basketbalových pohárech klubů
Sparta Praha se zúčastnila celkem 14 ročníků Evropských pohárů klubů v basketbale, v nichž odehrála celkem 58 zápasů.

### Pohár mistrů Evropských zemí (PMEZ)
V ročníku 1960/1961 Sparta odehrála 6 zápasů. Postoupila přes Wolves Amsterdam a Torpan Pojat Helsinki, ale byla vyřazena ve čtvrtfinále rozdílem 8 bodů ve skóre od Steaua Bukurešť. Výsledky a body hráčů:
1. kolo: Wolves Amsterdam (Holandsko)
- 14. 12. 1960 venku 57-52 (28-30): J. Kinský 16, V. Lodr 11, J. Baumruk 8, M. Pražák 8, D. Krásný 6, Jindřich Hucl 4, Miloslav Kodl 2, M. Rojko 2
- 8. 1. 1961 doma 96-54 (46-16): J. Baumruk 28, M. Rojko 16, M.Pražák 16, V.Lodr 9

Osmifinále: Torpan Pojat Helsinky (Finsko)
- 1. 2. 1961 venku 65-56 (33-27): V. Lodr 25, M. Pražák 16, D. Krásný 12, M. Rojko 8, J. Kinský 2, Jindřich Hucl 2
- 8. 2. 1961 doma 68-47 (31-21): V. Lodr 14, M. Rojko 13, J. Kinský 12

Čtvrtfinále: CCA Steaua Bukurešť (Rumunsko)
- 29. 3. 1961 doma 60-50 (27-26): B. Tomášek 16, D. Krásný 14, V. Lodr 12, J. Baumruk 9, J. Hucl, M. Pražák, M. Rojko.
- 4. 4. 1961 venku 47-65 (24-34): J. Baumruk 18, B. Tomášek 12, D. Krásný 4, M. Pražák 4, V. Lodr 4, M. Rojko 3, Josef Rotter 2.

### FIBA Pohár vítězů národních pohárů
1991/92 Sparta Praha byla vyřazena ve 2. kole řeckým Panionios Atheny rozdílem 14 bodů ve skóre.
- 1.10.1991 doma 87-81 (46-34): L. Rowlinson 19, M. Ježdík 18, I. Beneš 18, L. Vyoral 15, M. Bělík 7, T. Walston 5, K. Forejt 5 a doskočené míče: 29, z toho T. Walston a L. Rowlinson oba po 10
- 8.10.1991 venku 84-103 (33-44): P. Janouch 20, T. Walston 16, L. Rowlinson 13, L. Vyoral 12, M. Bělík 7, M. Ježdík 5, M. Bakajsa 5, K. Forejt 4, F.Vorel 2 a doskočené míče: 30, z toho T. Walston 10, L. Rowlinson 8

### FIBA Pohár Korač
Ve 12 ročnících Sparta Praha odehrála 50 zápasů, mezi nimiž byla utkání s týmy jako Panathinaikos Atheny, Fenerbahce Istanbul a Taugres Vitoria (Saski Baskonia). V jednotlivých ročnících dosáhla těchto výsledků:

1989/90 byla vyřazena rozdílem 2 bodů ve skóre švýcarským Bellinzona Basket (88-83, 73-80). 

1990/91 byla vyřazena rozdílem 5 bodů ve skóre řeckým Panathinaikos Atheny (64-72, 75-72). Z celkem 139 bodů Sparty dal M.Ježdík 49 (22+27) a V.Vyoral 39 (18+21, z toho 11 trojek). 

1992/93 byla vyřazena řeckým AEK Atheny (82-91, 80-95). 

1993/94 postoupila přes švýcarský Lugano Basket (101-66, 98-71), ale byla vyřazena tureckým Fenerbahce Istanbul (96-87, 56-95), když na utkání v Istanbulu bylo 13 tisíc diváků.

1994/95 byla vyřazena rozdílem 8 bodů ve skóre belgickým Okapi BBC Aalst (75-91, 68-60) a
1995/96 byla vyřazena francouzským JDA Dijon(51-78, 69-71). 

V dalších 4 ročnících soutěže (1996 až 2000) se Sparta Praha probojovala z kvalifikace do čtvrtfinálové skupiny Evropského poháru Korač, když vyřadila dvakrát polský Polonia Przemysl (72-64, 68-70) a (63-60, 75-67), kyperský Achilleas Nicosia (54-71, 97-65) a rakouský Arkadia Traiskirchen (63-70, 78-67). 

Z bojů ve čtyřčlenné skupině však dále nepostoupila, když měla tyto výsledky zápasů: 

1996/97: francouzský Levallois SC (59-72, 45-82), chorvatský Benston Zagreb (63-90, 41-60) a izraelský Maccabi Rishon (69-94, 80-84)

1997/98: belgický Echo Houthalen (78-76, 62-70), španělský Taugres Vitoria (49-89, 52-91) a francouzský SLUC Nancy (77-85, 56-103) 

1998/99: řecký Apollon Patras (62-85, 64-72), izraelský a Maccabi Ra'anana (66-81, 50-80) a Brotnjo Citluk z Bosny (67-85, 43-55) 

1999/00: chorvatský KK Zagreb (62-82, 51-62), izraelský Maccabi Ramat Gan (68-71, 71-99) a řecký Maroussi Athens (63-103, 82-85) 

2000/01 byla Sparta vyřazena německým DJK Würzburg (51-90, 59-71) a
2001/02 slovinským Pivovarna Laško (86-111, 65-102).
V letech 1989 až 2002 Sparta Praha startovala startovala ve 13 ročnících Evropských klubových pohárů, v nichž odehrála 52 zápasů.

Nejlepší střelci: 

409 M. Ježdík, 350 P. Miloš, 335 D. Dvořák, 308 V. Vyoral, 166 J. Welsch, 137 J. Geršl, 133 P. Frána, 130 F. Babka, 113 Ray Poindexter USA, 113 D. Špička 111 M. Soukup, 110 P. Kroupa, 106 Karel Forejt 

Nejvíce odehraných zápasů v Evropských pohárech: 

36 V. Vyoral, 32 D. Dvořák, 29 M. Ježdík, 29 P. Miloš, 28 P. Frána, 20 David Douša, 19 P. Lízálek, 18 J. Geršl, 18 D. Špička, 16 J. Welsch, 15 P. Kroupa, 14 Karel Forejt 

Nejlepší průměr bodů na zápas:

19,0 (5 zápasů) V. Hrubý, 16,0 (2) Lee Rowlinson USA, 14,1 (8) Ray Poindexter USA, 14,1 (29) M. Ježdík, 12,1 (29) P. Miloš, 12,0 (6) L. Vyoral, 11,8 (11) F. Babka, 11,5 (4) Henri Abrams USA, 11,5 (2) P. Burda 11,50 (2) Aleš Kočvara, 10,6 (8) P. Janouch, 10,5 (32) D. Dvořák, 10,4 (16) J. Welsch, 10,0 (6) Tracey Walston USA, 9,5 (4) Adolf Bláha

## Umístění v jednotlivých sezonách
Stručný přehled
Zdroj:
- 1939–1945: Zemská liga (1. ligová úroveň v Protektorátu Čechy a Morava)
- 1945–1946: Regionální soutěž (2. ligová úroveň v Československu)
- 1946–1951: Státní liga (1. ligová úroveň v Československu)
- 1951–1953: Mistrovství Československa (1. ligová úroveň v Československu)
- 1953–1955: Přebor republiky (1. ligová úroveň v Československu)
- 1955–1982: 1. liga (1. ligová úroveň v Československu)
- 1982–1983: 2. liga (2. ligová úroveň v Československu)
- 1983–1993: 1. liga (1. ligová úroveň v Československu)
- 1993–1998: 1. liga (1. ligová úroveň v České republice)
- 1998–2006: Národní basketbalová liga (1. ligová úroveň v České republice)

Jednotlivé ročníky
Zdroj:
Legenda: ZČ - základní část, červené podbarvení - sestup, zelené podbarvení - postup, fialové podbarvení - reorganizace, změna skupiny či soutěže
| Protektorát Čechy a Morava (1939 – 1945) |                            |           |          |                                       |                      |
| Sezóny                                   | Soutěž                     | Úroveň    | ZČ       | Play-off, nadstavba, sk. o udržení... | Poznámky             |
| 1939/40                                  | Zemská liga                | 1. úroveň | 1. místo |                                       |                      |
| 1940/41                                  | Zemská liga                | 1. úroveň | 4. místo |                                       |                      |
| 1941/42                                  | Zemská liga                | 1. úroveň | 3. místo |                                       |                      |
| 1942/43                                  | Zemská liga                | 1. úroveň | 9. místo |                                       |                      |
| 1943/44                                  | Zemská liga                | 1. úroveň | 5. místo |                                       |                      |
| 1944/45                                  | Zemská liga                | 1. úroveň | ?. místo |                                       | Reorganizace         |
| Československo (1945 – 1993)             |                            |           |          |                                       |                      |
| Sezóny                                   | Soutěž                     | Úroveň    | ZČ       | Play-off, nadstavba, sk. o udržení... | Poznámky             |
| 1945/46                                  | Regionální soutěž          | 2. úroveň | ?. místo |                                       | Postup               |
| 1946/47                                  | Státní liga                | 1. úroveň | 5. místo |                                       |                      |
| 1947/48                                  | Státní liga                | 1. úroveň | 5. místo |                                       |                      |
| 1948/49                                  | Státní liga                | 1. úroveň | 2. místo | Mistrovství ČSR (2. místo)            |                      |
| 1949/50                                  | Státní liga                | 1. úroveň | 2. místo |                                       |                      |
| 1950/51                                  | Státní liga                | 1. úroveň | 2. místo |                                       | Reorganizace         |
| 1951                                     | Mistrovství Československa | 1. úroveň | 2. místo |                                       |                      |
| 1952                                     | Mistrovství Československa | 1. úroveň | 8. místo |                                       |                      |
| 1953                                     | Mistrovství Československa | 1. úroveň | 6. místo |                                       | Reorganizace         |
| 1953/54                                  | Přebor republiky           | 1. úroveň | 8. místo |                                       |                      |
| 1954/55                                  | Přebor republiky           | 1. úroveň | 4. místo |                                       | Reorganizace         |
| 1955/56                                  | 1. liga                    | 1. úroveň | 2. místo |                                       |                      |
| 1956/57                                  | 1. liga                    | 1. úroveň | 3. místo |                                       |                      |
| 1957/58                                  | 1. liga                    | 1. úroveň | 4. místo |                                       |                      |
| 1958/59                                  | 1. liga                    | 1. úroveň | 2. místo |                                       |                      |
| 1959/60                                  | 1. liga                    | 1. úroveň | 1. místo |                                       |                      |
| 1960/61                                  | 1. liga                    | 1. úroveň | 2. místo |                                       |                      |
| 1961/62                                  | 1. liga                    | 1. úroveň | 3. místo |                                       |                      |
| 1962/63                                  | 1. liga                    | 1. úroveň | 4. místo |                                       |                      |
| 1963/64                                  | 1. liga                    | 1. úroveň | 3. místo |                                       |                      |
| 1964/65                                  | 1. liga                    | 1. úroveň | 5. místo |                                       |                      |
| 1965/66                                  | 1. liga                    | 1. úroveň | 3. místo |                                       |                      |
| 1966/67                                  | 1. liga                    | 1. úroveň | 3. místo |                                       |                      |
| 1967/68                                  | 1. liga                    | 1. úroveň | 3. místo |                                       |                      |
| 1968/69                                  | 1. liga                    | 1. úroveň | 3. místo |                                       |                      |
| 1969/70                                  | 1. liga                    | 1. úroveň | 7. místo |                                       |                      |
| 1970/71                                  | 1. liga                    | 1. úroveň | 4. místo |                                       |                      |
| 1971/72                                  | 1. liga                    | 1. úroveň | 4. místo |                                       |                      |
| 1972/73                                  | 1. liga                    | 1. úroveň | 4. místo |                                       |                      |
| 1973/74                                  | 1. liga                    | 1. úroveň | 6. místo |                                       |                      |
| 1974/75                                  | 1. liga                    | 1. úroveň | 6. místo |                                       |                      |
| 1975/76                                  | 1. liga                    | 1. úroveň | 3. místo |                                       |                      |
| 1976/77                                  | 1. liga                    | 1. úroveň | 7. místo |                                       |                      |
| 1977/78                                  | 1. liga                    | 1. úroveň | 8. místo |                                       |                      |
| 1978/79                                  | 1. liga                    | 1. úroveň | 7. místo |                                       |                      |
| 1979/80                                  | 1. liga                    | 1. úroveň | 9. místo |                                       |                      |
| 1980/81                                  | 1. liga                    | 1. úroveň | 8. místo |                                       |                      |
| 1981/82                                  | 1. liga                    | 1. úroveň | 9. místo |                                       | Sestup               |
| 1982/83                                  | 2. liga                    | 2. úroveň | 1. místo |                                       | Postup               |
| 1983/84                                  | 1. liga                    | 1. úroveň | 9. místo |                                       |                      |
| 1984/85                                  | 1. liga                    | 1. úroveň | 8. místo |                                       |                      |
| 1985/86                                  | 1. liga                    | 1. úroveň | 9. místo |                                       |                      |
| 1986/87                                  | 1. liga                    | 1. úroveň | 7. místo |                                       |                      |
| 1987/88                                  | 1. liga                    | 1. úroveň | 7. místo |                                       |                      |
| 1988/89                                  | 1. liga                    | 1. úroveň | 2. místo | Finále                                |                      |
| 1989/90                                  | 1. liga                    | 1. úroveň | 2. místo | Finále                                |                      |
| 1990/91                                  | 1. liga                    | 1. úroveň | 2. místo | Finále                                |                      |
| 1991/92                                  | 1. liga                    | 1. úroveň | 5. místo | Zápas o 7. místo (výhra)              |                      |
| 1992/93                                  | 1. liga                    | 1. úroveň | 8. místo |                                       | Reorganizace         |
| Česko (1993 – 2006)                      |                            |           |          |                                       |                      |
| Sezóny                                   | Soutěž                     | Úroveň    | ZČ       | Play-off, nadstavba, sk. o udržení... | Poznámky             |
| 1993                                     | 1. liga                    | 1. úroveň | 3. místo | Finále                                |                      |
| 1993/94                                  | 1. liga                    | 1. úroveň | 3. místo | Zápas o 3. místo (výhra)              |                      |
| 1994/95                                  | 1. liga                    | 1. úroveň | 5. místo | Zápas o 5. místo (výhra)              |                      |
| 1995/96                                  | 1. liga                    | 1. úroveň | 4. místo | Zápas o 5. místo (výhra)              |                      |
| 1996/97                                  | 1. liga                    | 1. úroveň | 9. místo | Play-out (1. místo)                   |                      |
| 1997/98                                  | 1. liga                    | 1. úroveň | 6. místo | Zápas o 5. místo (prohra)             | Reorganizace         |
| 1998/99                                  | Národní basketbalová liga  | 1. úroveň | 7. místo | Čtvrtfinále                           |                      |
| 1999/00                                  | Národní basketbalová liga  | 1. úroveň | 5. místo | Čtvrtfinále                           |                      |
| 2000/01                                  | Národní basketbalová liga  | 1. úroveň | 4. místo | Čtvrtfinále                           |                      |
| 2001/02                                  | Národní basketbalová liga  | 1. úroveň | 5. místo | Zápas o 3. místo (prohra)             |                      |
| 2002/03                                  | Národní basketbalová liga  | 1. úroveň | 7. místo | Čtvrtfinále                           |                      |
| 2003/04                                  | Národní basketbalová liga  | 1. úroveň | 8. místo | Čtvrtfinále                           |                      |
| 2004/05                                  | Národní basketbalová liga  | 1. úroveň | 6. místo | Čtvrtfinále                           |                      |
| 2005/06                                  | Národní basketbalová liga  | 1. úroveň | 8. místo | Čtvrtfinále                           | Vyloučení ze soutěže |

## Mužský oddíl – trenéři, hráči a jejich statistiky
Zdroj:
| Sezóna    | Trenér                          | Hráči, od roku 1962 též body hráčů |
| --------- | ------------------------------- | --- |
| 1939/1940 | Václav Jeřábek                  | J. Klíma, L. Trpkoš, A. Dvořáček, L. Dvořáček, J. Čtyřoký, V. Hloušek, Doležal, Jenček, Bártů, Faloun, Hruda |
| 1940/1941 | V. Jeřábek                      | A. Dvořáček, L. Dvořáček, J. Čtyřoký, V. Hloušek, Doležal, Jenček |
| 1941/1942 | V. Jeřábek                      | A. Dvořáček, L. Dvořáček, J. Čtyřoký, V. Hloušek, Doležal, Jenček |
| 1942/1943 | J. Klíma                        | A. Dvořáček, L. Dvořáček, J. Čtyřoký, V. Hloušek, Doležal, Jenček |
| 1943/1944 | J. Klíma                        | P. Nerad, F. Chytil, M. Kříž, C. Benáček, M. Škoch, Vidlák, Šimek, Chlumský |
| 1944/1945 | J. Klíma                        | Mistrovství Československa se nekonalo, byly hrány jen oblastní divize |
| 1946/1947 | J. First                        | P. Nerad, F. Chytil, M. Kříž, C. Benáček, M. Škoch, Vidlák, Šimek, Chlumský |
| 1947/1948 | J. First                        | P. Nerad, F. Chytil, M. Kříž, C. Benáček, M. Škoch, Vidlák, Šimek, Chlumský |
| 1948/1949 | M. Kříž                         | J. Kinský, J. Ezr, C. Benáček, J. Matoušek, Vančura, M. Škoch |
| 1949/1950 | M. Kříž                         | J. Kinský, M. Škeřík, J. Ezr, J. Matoušek, Lubomír Bednář, Vančura |
| 1950/1951 | L.Bednář                        | J. Kinský, M. Baumruk, J. Baumruk, J. Matoušek, M. Kodl |
| 1951      | L.Bednář                        | J. Kinský, J. Baumruk, M. Škeřík, M. Kodl, J. Ezr, M. Baumruk |
| 1952      | J. Ezr                          | M. Škeřík, J. Ezr, M. Baumruk, V. Krása, Kocourek, Pokorný, Ulrich, Sedláček, Hora |
| 1953      | J. Ezr                          | J. Ezr, M. Škeřík, M. Baumruk, V. Krása, L. Bednář, Kocourek, Ulrich, Pokorný, Hora, Syrový, Sedláček |
| 1953/1954 | J. Ezr                          | M. Baumruk, J. Ezr, V. Krása, V. Lodr, Kadlec, Ulrich, Nevečeřal, Žák, Šourek, Brzkovský, Potůček, Pokorný, Hora |
| 1954/1955 | J. Ezr                          | J. Baumruk, J. Kinský, J. Ezr, V. Lodr, D. Krásný, Brzkovský, M. Baumruk, Formánek, Šafránek, Bergl, Kadlec |
| 1955/1956 | J. Ezr L.Bednář                 | J. Baumruk, J. Kinský, M. Rojko, J. Ezr, D. Krásný, J. Kliner, Vostřel, Bergl, M. Baumruk, Hofman, Vaník, Kříž, F. Michálek, Šafránek |
| 1956/1957 | L. Bednář                       | J. Baumruk, J. Kinský, B. Tomášek, J. Ezr, J. Setnička, M. Rojko, D. Krásný, J. Šotola, J. Kliner, Vostřel, Bergl |
| 1957/1958 | L.Bednář                        | J. Baumruk, B. Tomášek, J. Ezr, J. Kinský, J. Setnička, J. Šotola, V. Lodr, D. Krásný, J. Kliner |
| 1958/1959 | J. Ezr                          | J. Baumruk, B. Tomášek, V. Lodr, M. Rojko, J. Kinský, J. Šotola, J. Kliner, M. Pražák, D. Krásný, S. Czesaný, J. Marek |
| 1959/1960 | J. Ezr                          | J. Baumruk, B. Tomášek, V. Lodr, J. Kinský, D. Krásný, Josef Kliner (*1933), M. Rojko, M. Pražák, C. Mrázek, J. Rotter, S. Czesaný, J. Pietsch |
| 1960/1961 | J. Ezr                          | J. Baumruk, V. Lodr, J. Kinský, J. Hucl, M. Pražák, D. Krásný, M. Rojko, M. Kodl, C. Mrázek, J. Rotter, P. Kapoun, Lebruška, Zdražil |
| 1961/1962 | J. Ezr                          | J. Baumruk, B. Tomášek, V. Lodr, M. Rojko, D. Krásný, C. Mrázek, J. Šotola, J. Marek, V. Mandel, M. Pražák, J. Janoušek, J. Hucl |
| 1962/1963 | J. Ezr                          | B. Tomášek 573, J. Baumruk 350, M. Pražák 254, J. Slanička 176, J. Marek 131, D. Krásný 122, J. Šotola 120, V. Lodr 119, J. Hucl 94, C. Mrázek, S. Czesaný, J. Janoušek, V. Mandel, M. Rojko |
| 1963/1964 | J. Ezr                          | J. Baumruk 462, B. Tomášek 430, M. Pražák 310, V. Lodr 212, J. Mrázek 167, C. Mrázek 156, J. Marek 150, J. Slanička 113, J. Janoušek, P. Kapoun, D. Krásný |
| 1964/1965 | V. Lodr                         | B. Tomášek 752, M. Pražák 366, V. Mandel 310, P. Kapoun 237, J. Slanička 227, J. Marek 209, J. Mrázek 177, C. Mrázek 167, D. Krásný, J. Janoušek |
| 1965/1966 | V. Heger                        | B. Tomášek 519, M. Voračka 429, M. Pražák 375, P. Kapoun 292, J. Mrázek 290, J. Marek 207, S. Vilímec 188, C. Mrázek 179, V. Mandel 172, L. Nenadál, S. Czesaný, J. Janoušek, D. Krásný, F. Cikán, P. Novotný |
| 1966/1967 | V. Heger                        | M. Voračka 787, C. Mrázek 396, V. Mandel 326, S. Vilímec 275, P. Kapoun 259, M. Pražák 188, Z. Douša 147, J. Marek 132, L. Nenadál, Chaloupka, Helinský, F. Cikán, F. Babka |
| 1967/1968 | V. Heger                        | M. Voračka 646, Z. Douša 338, P. Kapoun 308, J. Marek 276, S. Vilímec 208, C. Mrázek 182, V. Mandel 151, J. Strnad 138, J. Mrázek 127, F. Babka 88, Helinský, Medveď, Chaloupka, L. Nenadál, F. Cikán |
| 1968/1969 | V. Heger                        | M. Voračka 401, Z. Douša 299, J. Mrázek 191, P. Kapoun 178, S. Vilímec 169, C. Mrázek 112, L. Nenadál 67, V. Mandel 53, F. Babka 49, J. Strnad 45, F. Cikán 23, Kocian, J. Klíma, Chaloupka, Medveď |
| 1969/1970 | V. Heger                        | Z. Douša 428, J. Mrázek 327, J. Strnad 276, P. Kapoun 267, S. Vilímec 205, J. Klíma 134, M. Pražák 43, F. Babka 38, J. Marek 32, J. Janda 20, L. Nenadál 15, J. Khýn, Medveď |
| 1970/1971 | L. Šenkýř                       | Z. Douša 434, J. Mrázek 308, M. Korec 254, P. Kapoun 200, J. Klíma 192, S. Vilímec 170, J. Strnad 118, J. Khýn 54, L. Nenadál 53, F. Babka 52, L. Špelina 6, J. Janda 4 |
| 1971/1972 | J. Baumruk                      | M. Voračka 530, Z. Douša 456, M. Korec 296, J. Mrázek 230, J. Klíma 213, P. Kapoun 81, S. Vilímec 40, L. Nenadál 15, J. Vintera 8, J. Bulvas 8, L. Špelina 6, Přibyl, Řepka, Bárta |
| 1972/1973 | J. Baumruk                      | M. Voračka 432, Z. Douša 395, J. Klíma 205, M. Korec 170, J. Fišer 167, J. Mrázek 159, S. Vilímec 80, P. Kapoun 50, J. Bulvas 43, J. Dárius 38, V. Mikula 18, L. Špelina 14, P. Steinhauser (SVK) 11, Z. Terzijský 6, Velenský |
| 1973/1974 | J. Baumruk                      | M. Voračka 403, J. Mrázek 353, J. Klíma 286, M. Korec 272, J. Skála 247, J. Fišer 233, P. Steinhauser (SVK) 37, V. Mikula 33, Z. Terzijský 12, J. Baumruk ml. 9, J. Dárius 8, J. Bulvas 6, L. Špelina 5 |
| 1974/1975 | J. Baumruk                      | M. Voračka 351, J. Klíma 315, J. Skála 262, J. Mrázek 258, M. Korec 219, J. Fišer 204, J. Baumruk ml. 131, Z. Terzijský 32, V. Mikula 28, J. Bulvas 14, L. Rous 7, L. Špelina, Hladký |
| 1975/1976 | J. Baumruk                      | M. Voračka 519, J. Klíma 461, J. Skála 380, J. Fišer 262, J. Mrázek 244, Z. Douša 225, L. Rous 127, J. Baumruk ml. 107, Z. Terzijský 100, L. Šereda 20, L. Rob, M. Celba |
| 1976/1977 | J. Baumruk                      | Z. Douša 542, J. Klíma 525, J. Skála 464, J. Baumruk ml. 262, J. Fišer 238, L. Rous 205, Z. Terzijský 161, M. Voračka 147, J. Mrázek 138, L. Šereda 92, L. Rob 30, J. Choutka 27, M. Celba |
| 1977/1978 | J. Baumruk                      | Z. Douša 873, J. Baumruk ml. 647, J. Klíma 523, L. Rous 330, D. Žáček 208, L. Šereda 153, L. Rob 16, J. Choutka, J. Marek, L. Vyoral, Terš, Kalous, M. Celba, Turnovský |
| 1978/1979 | J. Baumruk                      | D. Žáček 769, L. Rous 496, J. Baumruk ml. 496, Z. Douša 317, J. Klíma 257, L. Šereda 187, L. Vyoral 177, L. Rob 108, J. Brůha 73, M. Celba |
| 1979/1980 | V. Mandel                       | D. Žáček 863, Z. Douša 663, L. Lipold 478, L. Šereda 478, L. Vyoral 141, L. Rob 140, J. Brůha 44, M. Celba 24, Z. Terzijský, J. Marek |
| 1980/1981 | V. Mandel                       | D. Žáček 544, Z. Douša 438, J. Baumruk ml. 352, L. Vyoral 224, L. Lipold 210, J. Brůha 135, L. Rob 67, V. Vyoral 33, P. Volf |
| 1981/1982 | V. Mandel                       | Z. Douša 449, D. Žáček 438, V. Vyoral 287, L. Lipold, M. Ježdík 250, J. Brůha 93, L. Rous 62, P. Volf 59, L. Rob 52, J. Baumruk ml. 19, M. Mandel 9, M. Michálek |
| 1982/1983 | V.Mandel                        | 2. liga |
| 1983/1984 | V. Mandel                       | Z. Douša 370, V. Vyoral 345, L. Vyoral 299, A. Bláha 255, M. Ježdík 198, M. Michálek 141, P. Řihák 55, P. Volf 47, J. Brůha 23, R. Daneš 2, M. Bakajsa 1, L. Lipold, L. Rob, M. Mandel |
| 1984/1985 | V. Mandel L. Rob                | V. Vyoral 371, M. Ježdík 337, Z. Douša 316, A. Bláha 302, L. Lipold 241, L. Vyoral 208, P. Řihák 46, J. Brůha 33, M. Michálek 29, M. Bakajsa 8, J. Licehamr 4, R. Daneš 1, M. Kučera. Poznámka: po utkání USK-Sparta, sezónu dokončil trenér L. Rob |
| 1985/1986 | L. Blažek                       | M. Ježdík 458, V. Vyoral 432, Z. Douša 338, A. Bláha 234, I. Beneš 143, P. Řihák 139, J. Brůha 85, L. Vyoral 48, J. Žákovec 32, M. Bakajsa 30, M. Kučera 21, R. Daneš 9, J. Licehamr |
| 1986/1987 | L. Blažek                       | V. Vyoral 458, A. Bláha 394, L. Vyoral 364, I. Beneš 316, Z. Douša 314, J. Hájek 312, L. Lipold 196, P. Řihák 122, J. Brůha 114, M. Bakajsa 94, J. Petržela 24, H. Cimoradský 10, J. Žákovec 2, R. Daneš, M. Haš, J. Nečásek, Hendrych |
| 1987/1988 | L. Blažek                       | M. Ježdík 679, A. Bláha 528, L. Vyoral 504, J. Hájek 360, I. Beneš 327, Z. Douša 204, M. Bakajsa 196, P. Řihák 89, J. Petržela 64, J. Brůha 62, H. Cimoradský 12, L. Lipold 6, R. Daneš 3, J. Žákovec |
| 1988/1989 | L. Blažek                       | M. Ježdík 805, V. Vyoral 718, A. Bláha 476, L. Vyoral 444, K. Forejt 258, J. Hájek 242, I. Beneš 157, J. Petržela 53, H. Cimoradský 36, M. Bakajsa 31, Z. Douša 13, F. Novotný 6, Hendrych |
| 1989/1990 | L. Blažek J. Růžička            | M. Ježdík 761, V. Vyoral 722, L. Vyoral 408, A. Bláha 392, K. Forejt 351, H. Cimoradský 263, I. Beneš 242, J. Petržela 163, J. Zídek (1973) 56, M. Bělík 37, P. Janouch 31, M. Bakajsa 17, F. Novotný 12, M. Michálek 2, J. Hájek, R. Suk, V. Forst |
| 1990/1991 | J. Růžička                      | M. Ježdík 921, V. Vyoral 718, A. Bláha 406, H. Cimoradský 321, L. Vyoral 303, K. Forejt 294, I. Beneš 230, J. Petržela 207, M. Bělík 106, T. Walston (USA) 77, M. Bakajsa 66, P. Janouch 45, L. Rowlinson (USA) 45, J. Zídek (1973) 37, F. Vorel 27, F. Babka 4, F. Novotný |
| 1991/1992 | J. Růžička P. Majerík           | M. Ježdík 1101, L. Rowlinson (USA) 1023, P. Janouch 574, T. Walston (USA) 445, K. Forejt 381, M. Bělík 376, I. Beneš 374, L. Vyoral 295, M. Bakajsa 123, F. Vorel 74, H. Cimoradský 38, A. Bláha 28, M. Modr 20, F. Babka 4, S. Choutka 3, V. Hofman. Poznámka: trenér Jiří Růžička dokončil sezónu jako asistent, v play-off vedl družstvo Pavel Majerík |
| 1992      | J. Zídek                        | V. Hrubý 650, M. Ježdík 519, J. Geršl 421, I. Beneš 259, K. Forejt 143, H. Cimoradský 137, P. Janouch 131, M. Bakajsa 81, L. Záhořík 79, E. Palatinus 62, R. Suk 56, M. Lobodáš (SVK) 52, S. Choutka 34, M. Modr 26, T. Walston (USA) 9 |
| 1993      | J. Zídek L. Vyoral              | V. Hrubý 347/20, M. Ježdík 331/20, J. Geršl 228/20, T. Walston (USA) 228/20, K. Forejt 178/19, P. Janouch 120/17, I. Beneš 76/19, R. Suk 53/16, H. Cimoradský 38/9, M. Bakajsa 0/3, M. Lobodáš (SVK) 0/3, L. Záhořík 0/1, M. Modr 0/1. Poznámka: trenér Jiří Zídek v březnu 1993 rezignoval, sezónu dokončil trenér Libor Vyoral |
| 1993/1994 | P. Majerík                      | V. Hrubý 537/25, M. Ježdík 504/25, T. Walston (USA) 269/25, P. Janouch 242/23, J. Geršl 222/25, I. Beneš 148/23, K. Forejt 140/24, R. Suk 117/20, F. Babka 51/9, M. Lobodáš (SVK) 23/7, M. Bakajsa 3/4, S. Choutka 0/2, J. Novák 0/1, J. Kolář 0/1. |
| 1994/1995 | M. Ježdík, V. Mandel            | M. Ježdík 971/44, J. Geršl 552/45, T. Walston (USA) 534/45, F. Babka 492/35, P. Lízálek 198/41, K. Forejt 192/33, I. Beneš 128/25, M. Modr 125/20, M. Bakajsa 84/34, E. Palatinus 77/32, V. Sklenařík 31/16, R. Suk 29/5, J. Hrabovský 20/17, B. Cherry (USA) 12/4, S. Kára 2/5. Poznámka: trenér Michal Ježdík jako hrající trenér |
| 1995/1996 | M. Ježdík                       | F. Babka 684/38, M. Ježdík 576/30, A. Kočvara 571/30, J. Geršl 407/38, T. Walston (USA) 370/37, M. Jelínek 264/20, P. Lízálek 136/29, P. Budínský 83/30, E. Palatinus 70/24, J. Hrabovský 54/22, V. Sklenařík 36/14, S. Shell (USA) 29/3, D. Dvořák 7/6, J. Sukup 2/6. Poznámka: trenér M. Ježdík jako hrající trenér |
| 1996/1997 | V. Heger                        | M. Ježdík 536/35, R. Poindexter (USA) 501/35, V. Vyoral 346/31, J. Geršl 296/35, T. Walston (USA) 272/26, P. Lízálek 142/25, R. Banýr 95/21, F. Babka 66/8, D. Dvořák 58/17, L. Agnew (USA) 56/7, P. Burda 43/8, E. Palatinus 34/15, P. Miloš 28/6, J. Skála 27/11, J. Hrabovský 20/6, V. Sklenařík 5/3, M. Lobodáš 2/1 (SVK). |
| 1997/1998 | M. Ježdík                       | P. Miloš 540/38, D. Dvořák 462/40, V. Vyoral 449/38, D. Špička 416/37, P. Kroupa 299/36, P. Frána 206/38, P. Grigoriev (BLR) 148/29, M. Ježdík 132/20, P. Bacík 120/23, P. Lízálek 86/34, R. Banýr 48/17, M. Marek 42/25, J. Šebek 21/13, T. Kukačka 16/25, J. Skála 0/1. Poznámka: trenér Michal Ježdík jako hrající trenér |
| 1998/1999 | M. Ježdík                       | P. Miloš 442/35, J. Welsch 379/33, D. Dvořák 364/35, D. Špička 343/33, P. Frána 255/35, V. Vyoral 222/32, P. Kroupa 209/33, M. Soukup 189/35, David Douša 80/32, O. Starosta 43/22, J. Velenský 32/21, P. Lízálek 18/11, M. Kosovič 17/12, F. Babka 15/5 |
| 1999/2000 | M. Ježdík                       | J. Welsch 668/35, D. Dvořák 390/36, P. Miloš 320/22, David Douša 268/34, V. Vyoral 253/36, J. Velenský 229/35, O. Starosta 186/34, P. Frána 134/24, M. Soukup 121/17, D. Špička 104/22, I. Krivošejko (RUS) 25/18, P. Sedláček 9/13, P. Kroupa 7/2, P. Lízálek 0/1, J. Myška 0/2 |
| 2000/2001 | M. Ježdík                       | P. Miloš 560/34, P. Frána 522/32, D. Dvořák 476/36, J. Velenský 325/32, David Douša 269/34, V. Vyoral 249/34, P. Burda 147/25, I. Krivošejko (RUS) 71/32, P. Englický 42/21, Š. Reinberger 17/19, Daniel Douša 16/13, M. Voračka 11/6, Š. Ličartovský 9/3, P. Sedláček 0/1 |
| 2001/2002 | M. Ježdík                       | P. Miloš 697/38, P. Frána 478/37, David Douša 455/39, P. Janouch 366/39, D. Dvořák 346/33, J. Velenský 336/41, P. Burda 320/41, D. Bohunický (SVK) 245/31, P. Englický 107/29, Š. Ličartovský 42/23, Š. Reinberger 35/18, D. Marek 25/14, M. Voračka 9/4, D. Demečko (SVK) 3/8, L. Kraus 2/2, J. Skála 1/1, V. Vyoral 0/1, M. Šverma 0/1 |
| 2002/2003 | M. Ježdík                       | P. Frána 553/32, P. Miloš 551/23, D. Dvořák 372/31, P. Burda 296/32, J. Velenský 252/27, D. Bohunický (SVK) 218/34, David Douša 172/23, P. Novák 160/32, Daniel Douša 135/23, D. Marek 123/22, L. Kraus 64/17, Š. Ličartovský 59/14, V. Mikeš 38/11, M. Soukup 36/5, J. Holoubek 16/4, R. Landa 9/5, D. Demečko (SVK) 4/4. |
| 2003/2004 | M. Velenský, J. Zídek, J. Geršl | P. Miloš 659/33, David Douša 429/35, D. Dvořák 307/34, J. Velenský 242/31, Š. Reinberger 193/23, L. Kraus 176/21, P. Novák 157/25, D. Bohunický (SVK) 144/27, Š. Ličartovský 128/22, M. Soukup 115/24, Daniel Douša 113/26, D. Marek 87/18, M. Marek 94/28, P. Englický 30/11, V. Mikeš 5/5, R. Landa 4/2. . Poznámka: trenér Michael Velenský po 3 zápasech rezignoval, novým trenérem Jiří Zídek, od 14. 1. 2004 novými trenéry Jaromír Geršl a Vladimír Vyoral |
| 2004/2005 | J. Geršl                        | P. Miloš 824/32, David Douša 384/28, Š. Reinberger 317/32, Daniel Douša 315/30, V. Hrubý 284/34, D. Dvořák 282/34, D. Bohunický (SVK) 236/29, L. Kraus 114/23, P. Novák 100/28, J. Velenský 97/22, M. Marek 74/21, D. Marek 2/1. |
| 2005/2006 |                                 | |